# Zettelkasten

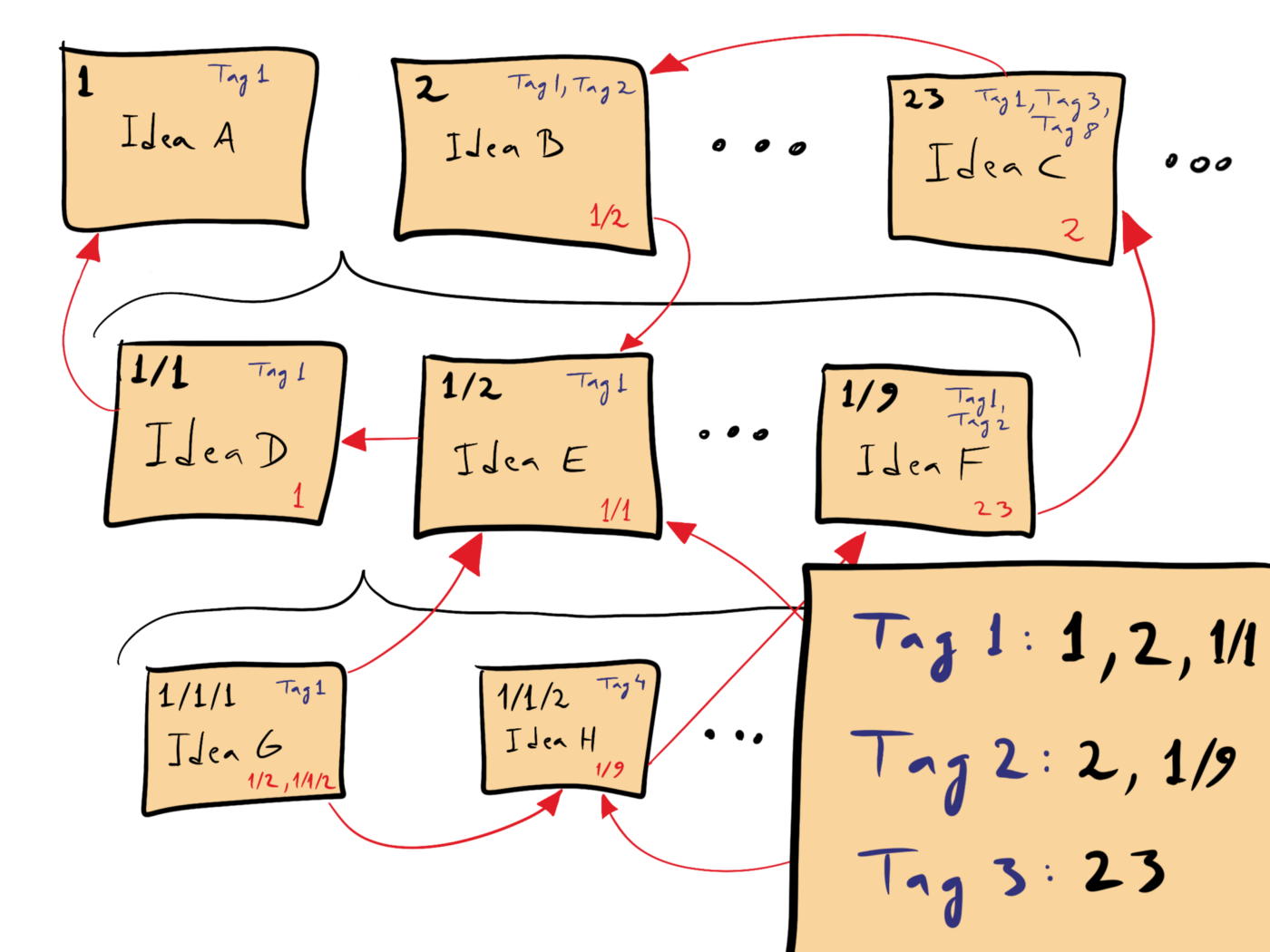
Un zettelkasten se compone de notas que contienen números, etiquetas (azul) y referencias cruzadas a otras notas (rojo). Un índice de etiquetas (abajo a la derecha) permite referencias cruzadas temáticas.

El Zettelkasten (en alemán, "caja de notas") es un método de gestión del conocimiento y toma de notas usado en investigación y estudio.
En la forma de fichas de trabajo de papel en cajas, el zettelkasten ha sido usado por investigadores individuales y por organizaciones para manejar información, influyendo notablemente en la forma especializada del catálogo bibliotecario.

## Método
El zettelkasten consiste en muchas notas o apuntes individuales con ideas y otras piezas de información breve tomadas a medida que se identifican o se adquieren. Las notas son enumeradas de manera jerárquica, para que así puedan ser insertadas nuevas notas en el lugar apropiado, y contener metadatos que permitan al estudiante asociar unas notas con otras.
Por ejemplo, las notas pueden contener etiquetas que describan aspectos clave de la misma, y así hacer referencia hacia otras notas. La numeración, los metadatos, el formato y la estructura de las notas están sujetos a variaciones en función del método específico empleado.
La creación y uso del método zettelkasten se puede realizar más fácilmente tomando notas digitalmente y usando software para gestión de conocimiento. En caso de no contar con el mismo, se puede hacer en papel usando fichas de trabajo.
El método no permite únicamente al investigador almacenar y recuperar información relacionada con su investigación, sino también pretende aumentar la creatividad. Las notas con referencias cruzadas a través de etiquetas permiten al investigador percibir conexiones y relaciones entre piezas individuales de información que no se pueden deducir cuando se encuentran en aislamiento. Estos aspectos emergentes del método hacen al zettelkasten algo similar a una red neuronal con la que se puede "conversar".

### Procedimiento
En la parte reversa de cada tarjeta se apunta la nota. En un momento específico del día se revisa la nota y en la parte frontal Luhmann le agregaba un resumen bibliográfico a la nota para poder saber rápidamente el tipo de nota que escribió, y referencias en caso de que necesite apoyo de otras notas.[cita requerida]

## Historia

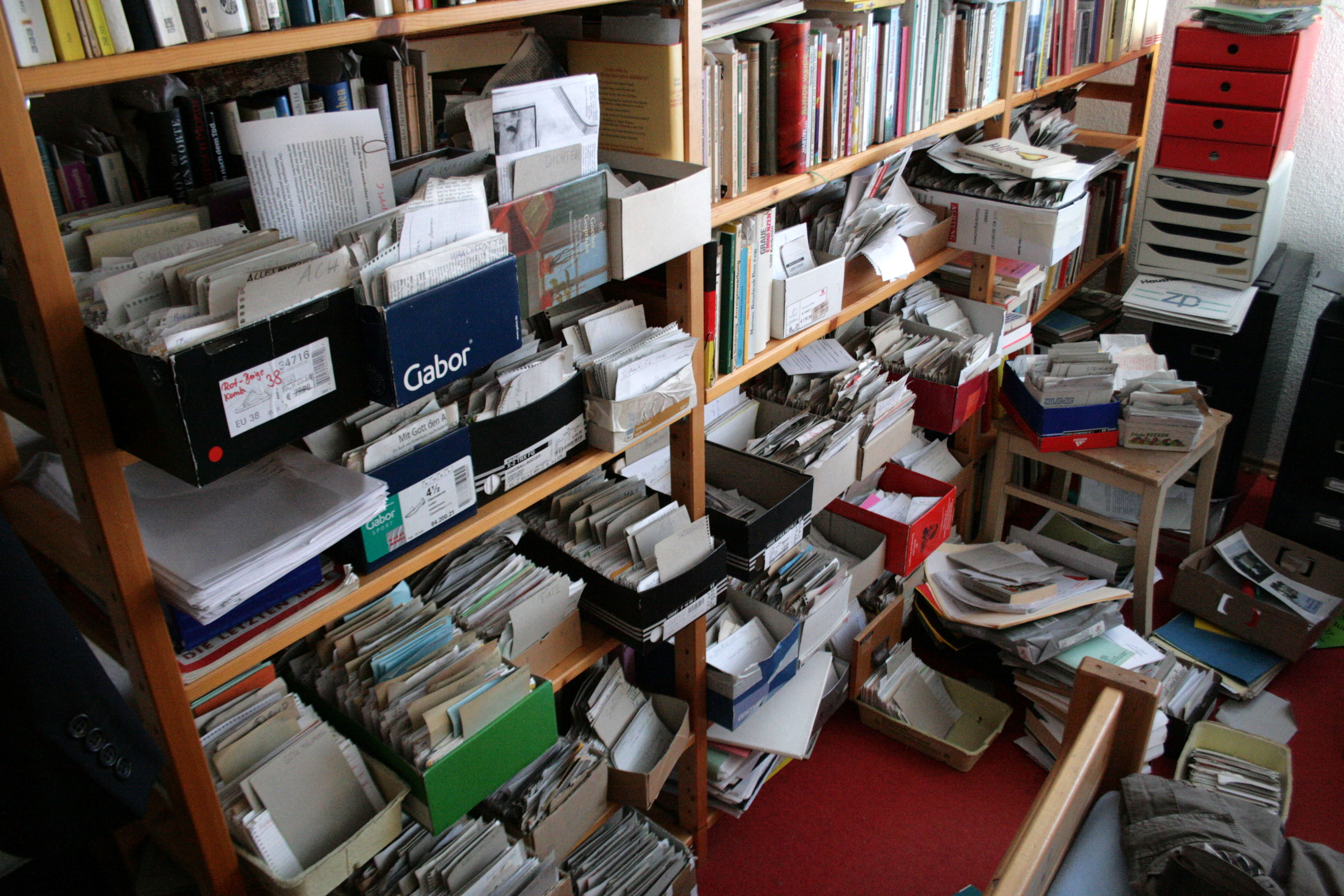
Un zettelkasten en físico

El pionero del método fue Conrad von Gesner (siglo XVI) y fue descrito en detalle por Johann Jacob Moser (siglo XVIII). El idilio Leben des Quintus Fixlein, escrito en 1794 por Jean Paul, está estructurado acorde al zettelkasten en el que el protagonista guarda su autobiografía.
Un investigador famoso por su uso extenso de este método fue el sociólogo Niklas Luhmann (siglo XX). Luhmann ensambló un zettelkasten de aproximadamente 90 000 fichas de trabajo para su investigación, y le atribuyó el mérito de permitir su escritura extraordinariamente prolífica que incluyó más de 70 libros y 400 artículos académicos. Sus fichas de trabajo fueron digitalizadas y están disponibles en línea desde el 2019. Luhmann describió el zettelkasten como parte de su investigación en teorías de sistemas, en el ensayo Kommunikation mit Zettelkästen.